# Farandola

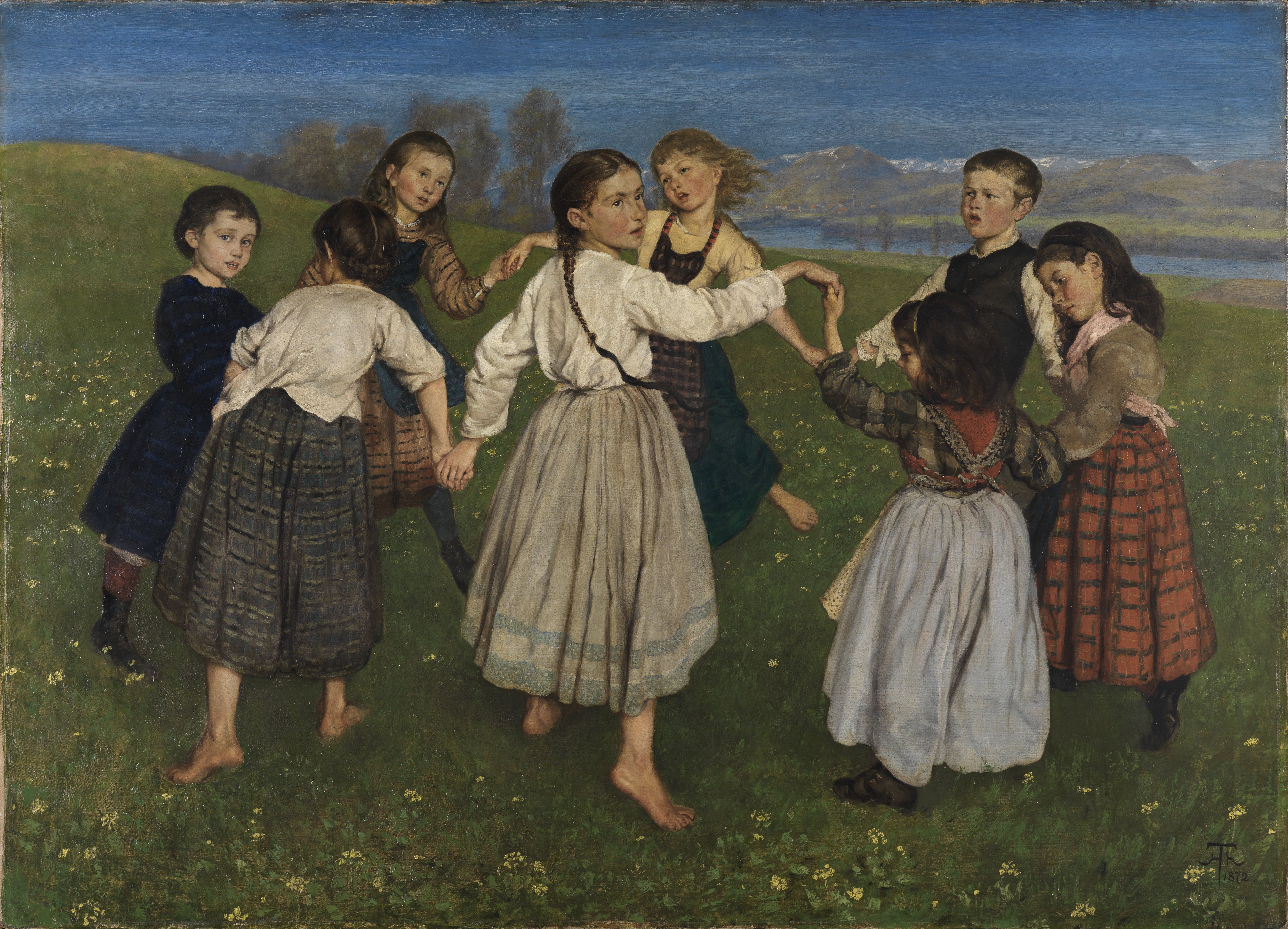
Farandola obraz Hansa Thomy (1884).

Farandola (fr. farandole) – taniec w metrum 6/8, pochodzący z Prowansji. Muzyka do niego grana jest na specjalnym, jednoręcznym flecie i tamburynie.
Znana już pod koniec średniowiecza, tańczona grupowo, w formie korowodu. 
Taniec ten jest zbliżony do gawotu, gigue i taranteli. Karmaniola z okresu Wielkiej Rewolucji Francuskiej jest pochodną farandoli.
Najbardziej znane przykłady zastosowania farandoli w muzyce to wesoły taniec w Arlezjance Georges'a Bizeta do sztuki Alphonse'a Daudeta oraz w balecie Śpiąca królewna kompozycji Piotra Czajkowskiego, gdzie taniec rozpoczyna II akt.
Farandola jako gatunek poetycki pojawia się w twórczości Szymona Żuchowskiego. Jest to wiersz sylabotoniczny o schemacie rymów aab ccb ddb eeb itd. z wykorzystaniem licznych epifor. Na początku wszystkich wersów bez rymu b występuje również ta sama anafora:
Żeby wyśledzić, nie wystarczy spojrzeć,
Żeby uzyskać, nie wystarczy dojrzeć,
Trzeba się trochę namęczyć.
Żeby odkupić, nie wystarczy płacić,
Żeby zatrzymać, nie dosyć zahaczyć,
Uciszyć, co w tle zabrzęczy. [...]
(Szymon Żuchowski, farandola wokół celu)